# Route principale 10 (Suisse)
Pour les articles homonymes, voir H10 et Route 10.
La Route principale 10 est une route principale suisse reliant Les Verrières (frontière française) à Lucerne.

## Parcours
- Les Verrières (frontière française D67b Les Verrières-de-Joux à La Cluse-et-Mijoux)
- Fleurier
- Couvet
- Travers
- Brot-Dessous
- Rochefort
- Peseux
- Neuchâtel
- Kerzers
- Berne
- Worb
- Schüpfheim
- Wolhusen
- Lucerne